# Skalunda hög

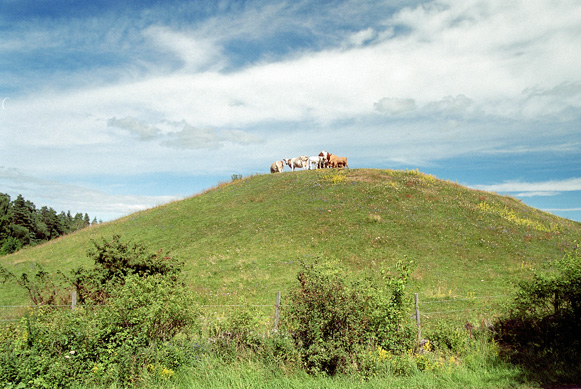
Skalunda hög

Der Grabhügel Skalunda hög liegt westlich der Kirche von Skalunda auf der Halbinsel Kålland, die in Västergötland in Schweden von Süden in den Vänern hineinragt.
Er ist mit sieben Metern Höhe und etwa 65,0 m Durchmesser Westschwedens größter Grabhügel und in der Größe nur vergleichbar mit den Hügeln von Uppsala und dem Anundshög. Der nicht ausgegrabene Hügel wurde 1956 von Birger Nerman als Ort benannt, an dem Beowulf vermutlich (sh. Schwedische Sagenkönige) begraben wurde. Er wurde jedoch im Jahre 1994 gemäß C14-Messungen an den Anfang des 7. Jahrhunderts datiert.
Großhügel mit einem Durchmesser von mehr als 30 Metern heißen in Schweden oft Kungshögen (deutsch „Königshügel“ - Sättuna Kungshög; Kungshögen Högsäter und Nysäter; Kungshögen (Höllviken) und Kungshögarna von Malmö-Oxie). Sie sind vorzugsweise um den Mälaren anzutreffen. Die Großhügel stammen oft aus der jüngeren Eisenzeit. Einige der größten sind: Anundshög in Västmanland, Grönehög in Bohuslän, Högom in Medelpad, Inglinge hög in Småland, Ledbergs kulle in Östergötland, Ströbo hög in Västmanland und die drei Hügel in Alt-Uppsala in Uppland.
Neben dem Hügel befindet sich ein Richterring aus sieben runden Blöcken. Sein Durchmesser beträgt etwa zehn Meter.
Etwa 300 Meter südöstlich der Kirche befindet sich der Grabhügel Kung Sjolms hög. Er hat etwa 25,0 m Durchmesser und ist 2,5 Meter hoch. Ein Großhügel in der Nähe, der ausgegraben wurde (der einzige in Västergötland), ist der Kungshögen von Synnerby. Auf dem Friedhof der Skalunda-Kirche befinden sich zwei Runensteine (Vg 44 und Vg 45).
In der Nähe liegt der Stenkullen in Tun.